# Cronologia da República do Texas
Esta é uma cronologia da República do Texas.

## 1836

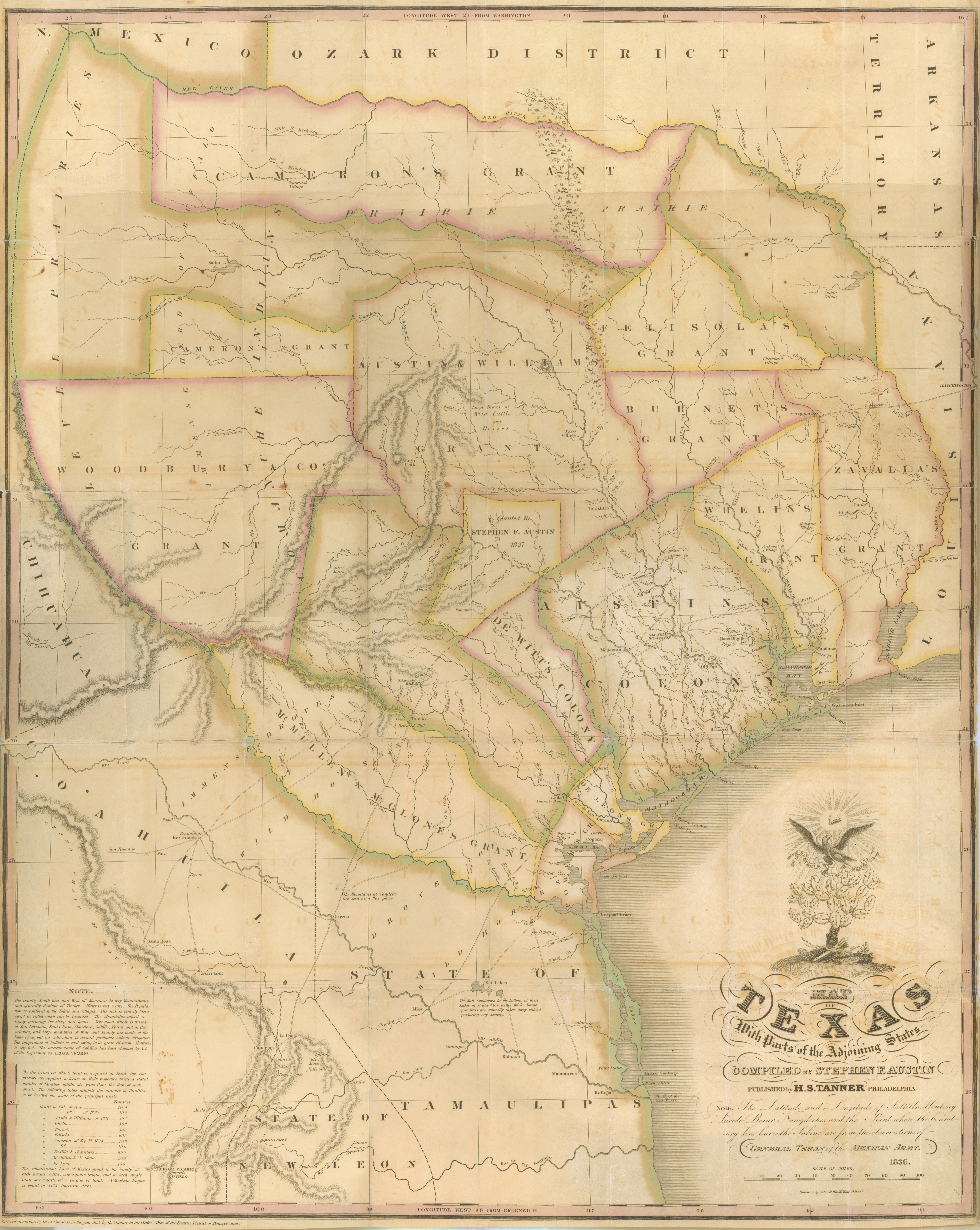
Map of Texas with Parts of the Adjoining States, Stephen Fuller Austin & Henry Schenck Tanner, 1836

- 2 de março de 1836: A Declaração da Independência do Texas é assinada e a República do Texas é declarada. David G. Burnet é eleito interino presidente pelos delegados. Os texanos são derrotados na Batalha de Agua Dulce.
- 3 de março de 1836 – James B. Bonham retorna para o Alamo juntamente com Lt. Col. William B. Travis e Col. James Fannin anunciando a sua chegada.
- 4 de março de 1836 – Santa Anna torna-se um conselheiro da guerra com os Generais Joaquín Ramírez y Sesma, Martín Perfecto de Cos, Manuel F. Castrillón e os Colonéis Juan Almonte, Agustín Amat, Francisco Duque e Manuel Romero. Sam Houston é apontado como o comandante das forças do Texas.
- 6 de março de 1836 – Batalha de Alamo: a queda de Alamo. Aproximadamente 190-250 Texanos e Tejanos morreram. A 13 dias depois esse evento resultou em mortes de todos os defendedores, incluindo William B. Travis, Davy Crockett e Jim Bowie.
- 11 de março de 1836 - Houston começa a recuar a partir da cidade de Gonzales, precipitando o Runaway Scrape.
- 12 de março de 1836 - A Batalha de Refugio começa: tropas texanas comandadas pelo Tenente Coronel William Ward e por Amos King são atacadas pelo General Urrea. Depois de várias horas de luta, os texanos recuam, e as tropas de King são capturadas pelos mexicanos.
- 16 de março de 1836 - David G. Burnet torna-se presidente interno da República do Texas.
- 19 de março de 1836 - Batalha de Coleto: O General Urrea derrota o Coronel James Fannin nas proximidades de Goliad. Fannin se rende.
- 21 de março de 1836 - Batalha de Copano.
- 27 de março de 1836 - Massacre de Goliad: James Fannin e aproximadamente quatrocentos texanos são executados por ordem de Santa Anna. Houston e seu exército se estabelecem nas proximidades de San Felipe de Austin.
- 21 de abril de 1836 - Batalha de San Jacinto: O exército mexicano sob o comando de Sam Houston derrota as forças mexicanas comandadas por Santa Anna, que é então capturado.
- 14 de maio de 1836 - Os Tratados de Velasco assinados por oficiais da República do Texas e pelo General Santa Anna dá fim à Revolução Texana.
- 22 de outubro de 1836 - Sam Houston torna-se presidente da república.

## 1838
- 10 de dezembro de 1838 - Mirabeau B. Lamar torna-se presidente da república.

## 1839
- 1839 - A capital da República do Texas é movida de Houston para Austin.

## 1840
- 19 de março de 1840 - Council House Fight

## 1841
- Junho de 1841 - 321 homens sob o comando de Hugh McLeod e George Thomas Howard, sob mando do Governador Mirabeau B. Lamar, começam a invasão de Santa Fe. Depois de confundirem o rio Wichita com o rio Vermelho, eles chegaram no dia 5 de outubro à atual cidade de Tucumcari, e foram capturados sem disparar nenhum tiro, sendo posteriormente levados à Fortaleza de San Carlos em Perote, Veracruz. Os soldados foram soltos em junho do ano seguinte e os acontecimentos levaram a um retorno de Sam Houston à política texana.
- 13 de dezembro de 1841 - Sam Houston torna-se presidente da República do Texas.

## 1842
- Março de 1842 - Uma divisão do exército mexicana invade o Texas e captura San Antonio e Goliad, deixando as cidades apenas alguns dias depois.
- 18 de setembro de 1842 - 36 texanos são cercados e mortos pelo exército mexicano no Massacre de Dawson.
- 26 de dezembro de 1842 - 261 texanos são feitos prisioneiros na fracassada Expedição Mier.
- 29 de dezembro de 1842 - Agentes de Sam Houston tentam roubar documentos do governo em Austin para levá-los a Houston na Guerra de Arquivos do Texas.

## 1843
- 25 de março de 1843 - 17 texanos da Expedição Mier são executados por um esquadrão mexicano depois de tentarem escapar.

## 1844
- 16 de setembro de 1844 - Todos os prisioneiros texanos são soltos pelo México por ordem de Santa Anna.
- 9 de dezembro de 1844 - Anson Jones torna-se o presidente da república.

## 1845
- 28 de fevereiro de 1845 - O Congresso dos Estados Unidos aprova uma lei que autoriza a anexação do Texas.
- 1 de março de 1845 - O presidente estadunidense, John Tyler, assina a lei.
- 13 de outubro de 1845 - A maior parte dos eleitores da República do Texas aprova a constituição proposta.
- 29 de dezembro de 1845 - A anexação da República do Texas é efetuada por parte dos Estados Unidos da América.

## 1846
- 19 de fevereiro de 1846 - Ocorre a transferência de poder para o Estado do Texas.